# Neuroimatge funcional

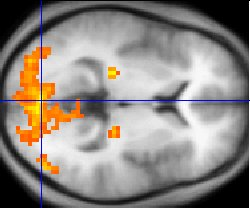
Dades d'imatge de ressonància magnètica funcional

La neuroimatge funcional és l'ús de la tecnologia de neuroimatge per mesurar un aspecte de la funció cerebral, sovint amb l'objectiu d'entendre la relació entre l'activitat en determinades àrees cerebrals i funcions mentals específiques. S'utilitza principalment com a eina de recerca en neurociència cognitiva, psicologia cognitiva, neuropsicologia i neurociència social.

## Visió general

Principals resolucions de tècniques d'imatge funcional cerebral

Els mètodes comuns de neuroimatge funcional inclouen
- Tomografia per emissió de positrons (PET)
- Imatge de ressonància magnètica funcional (fMRI)
- Electroencefalografia (EEG)
- Magnetoencefalografia (MEG)
- Espectroscòpia funcional d'infraroig proper (fNIRS)
- Tomografia computada per emissió d'un foton (SPECT)
- Ecografia funcional (fUS)

PET, fMRI, fNIRS i fUS poden mesurar canvis localitzats en el flux sanguini cerebral relacionats amb l'activitat neuronal. Aquests canvis s'anomenen activacions. Les regions del cervell que s'activen quan un subjecte realitza una tasca determinada poden tenir un paper en els càlculs neuronals que contribueixen al comportament. Per exemple, l'activació generalitzada del lòbul occipital es veu normalment en tasques que impliquen estimulació visual (en comparació amb tasques que no ho fan). Aquesta part del cervell rep senyals de la retina i es creu que té un paper en la percepció visual.
Altres mètodes de neuroimatge inclouen l'enregistrament de corrents elèctrics o camps magnètics, per exemple, EEG i MEG. Els diferents mètodes tenen diferents avantatges per a la recerca; per exemple, el MEG mesura l'activitat cerebral amb una alta resolució temporal (fins al nivell de mil·lisegons), però té una capacitat limitada per localitzar aquesta activitat. La fMRI fa una feina molt millor localitzant l'activitat cerebral per a la resolució espacial, però amb una resolució de temps molt inferior, mentre que l'ecografia funcional (fUS) pot assolir una resolució espaciotemporal interessant (fins a 100 micròmetres, 100 mil·lisegons, a 15 MHz en models preclínics), però també està limitat per l'acoblament neurovascular.
Recentment, la imatge de partícules magnètiques s'ha proposat com una nova tècnica d'imatge sensible que té una resolució temporal suficient per a la neuroimatge funcional basada en l'augment del volum sanguini cerebral. Els primers assaigs preclínics han demostrat amb èxit la imatge funcional en rosegadors.

## Temes de neuroimatge funcional
La mesura que s'utilitza en un estudi concret està generalment relacionada amb la qüestió concreta que es tracta. Les limitacions de mesura varien segons les tècniques. Per exemple, MEG i EEG registren les fluctuacions magnètiques o elèctriques que es produeixen quan una població de neurones està activa. Aquests mètodes són excel·lents per mesurar el curs temporal dels esdeveniments neuronals (de l'ordre de mil·lisegons), però generalment són dolents per mesurar on es produeixen aquests esdeveniments. La PET i la fMRI mesuren els canvis en la composició de la sang prop d'un esdeveniment neuronal. Com que els canvis de sang mesurables són lents (de l'ordre de segons), aquests mètodes són molt pitjors per mesurar el curs temporal dels esdeveniments neuronals, però en general són millors per mesurar la ubicació.
Els "estudis d'activació" tradicionals se centren a determinar patrons distribuïts d'activitat cerebral associats a tasques específiques. Tanmateix, els científics són capaços d'entendre més a fons la funció cerebral mitjançant l'estudi de la interacció de diferents regions del cervell, ja que una gran part del processament neuronal es realitza mitjançant una xarxa integrada de diverses regions del cervell. Una àrea activa de la investigació en neuroimatge implica examinar la connectivitat funcional de regions cerebrals distants espacialment. Les anàlisis de connectivitat funcional permeten caracteritzar les interaccions neuronals interregionals durant tasques cognitives o motrius particulars o simplement a partir de l'activitat espontània durant el repòs. FMRI i PET permeten la creació de mapes de connectivitat funcional de diferents distribucions espacials de regions cerebrals temporalment correlacionades anomenades xarxes funcionals. Diversos estudis que utilitzen tècniques de neuroimatge també han establert que les àrees visuals posteriors en individus cecs poden estar actives durant la realització de tasques no visuals com la lectura en Braille, la recuperació de la memòria i la localització auditiva, així com altres funcions auditives.
Un mètode directe per mesurar la connectivitat funcional és observar com l'estimulació d'una part del cervell afectarà altres àrees. Això es pot fer de manera no invasiva en humans combinant l'estimulació magnètica transcranial amb una de les eines de neuroimatge com ara PET, fMRI o EEG. Massimini et al. (Science, 30 de setembre de 2005) va utilitzar EEG per registrar com es propaga l'activitat des del lloc estimulat. Van informar que en el son no REM, tot i que el cervell respon enèrgicament a l'estimulació, la connectivitat funcional s'atenua molt del seu nivell durant la vigília. Així, durant el son profund, "les zones del cervell no es parlen entre elles".
La neuroimatge funcional es basa en dades de moltes àrees diferents de la neurociència cognitiva i la neurociència social, incloses altres ciències biològiques (com la neuroanatomia i la neurofisiologia), la física i les matemàtiques, per desenvolupar i perfeccionar encara més la tecnologia.